# 春輅
春輅（1801年—？），字和甫，號式之，一號玉峰，什勒氏（又式勒氏），满洲镶蓝旗人（属蒙古姓满洲旗人），清朝政治人物，进士出身。

## 生平
隶镶蓝旗满洲贵祥佐领下。道光乙酉科舉人。道光十五年，登乙未科進士，欽點翰林院庶吉士。后任内阁中书兼内廷批本处行走，户部福建司主事兼捐纳房行走，后授右春坊右中允、左春坊左中允，诰授奉直大夫。

## 家庭
- 始祖札式。“式勒氏，係隸滿洲旗分之蒙古一姓，此一姓世居烏野爾拜柴地方。札式，鑲藍旗人，天聰時来歸。其孫察哈岱原任防禦。曾孫福格原任筆帖式，得格現任三等侍衛”（载《八旗滿洲氏族通譜》卷71）。
- 太高祖杜楞，都统，赐健勇巴图鲁名号。
- 高祖二鬲，西安副都统。
- 曾祖富格（又福格），雍正十年（1732年）壬子科舉人（榜名福宏，时隶镶蓝旗满洲胡林佐领下，载《钦定八旗通志：文举》），吏部笔帖式、郎中。曾祖母白桑烏忒氏。同辈：得格，三等侍衛。
- 祖父盛保，江宁布政史。祖母李佳氏，其胞兄镶蓝旗汉军、世袭一等威勇公李昌顺。胞姊什勒氏，嫁觉罗巴扬阿。
- 父恩特亨額，刑部左侍郎、陕甘总督。母鄂佳氏，其父正白旗滿洲、湖北隨州知州佛倫，祖父文淵閣大學士文恭公鄂彌達。
- 胞兄同年进士春熙。其子瑞徵，孙承啟，曾孙女什勒氏嫁沙濟富察氏振元（原配妻他塔喇氏，其父正藍旗滿洲道光癸巳科進士毓科，祖父嘉慶辛酉科進士秀堃）。
- 胞弟春壽。妻彥佳氏，其父镶白旗满洲、雲南石阡府知府敬文，胞叔道光庚子科進士敬和；胞兄咸丰二年（1852年）壬子科举人玉瓚，其妻他塔喇氏（父正蓝旗满洲毓量，祖父嘉慶辛酉科進士秀堃）；胞姊一彥佳氏，嫁宗室奕均（父貝子綿勳；胞姊縣君格格愛新覺羅氏，嫁镶黄旗满洲、度支部尚書馬佳氏紹英）；胞姊二彥佳氏，嫁內務府正白旗滿洲輝發納喇氏官保（祖父杭州織造、粵海關監督恩吉）。玉瓚在京参加姻戚正蓝旗汉军进士胡俊章主持的“绚秋诗社”，并与俊章系咸丰壬子顺天乡试同榜。
- 妻畢魯氏（父鑲黃旗滿洲、安徽徽州府同知文忠，祖父江蘇崇明縣知縣明通）。继妻伊拉哩氏。再繼妻博爾濟吉特氏（胞兄正白旗蒙古、道光癸巳科進士博迪蘇，父二等侍衛策齡，祖父头等侍卫、庫倫辦事大臣德勒克札布，曾祖一等子爵文都遜）。
- 子瑞昌（母博爾濟吉特氏），咸丰五年（1855年）乙卯科举人[3]，广东肇庆府知府。妻高佳氏，其父鑲黃旗滿洲、道光己丑科進士福淳（与春輅道光五年（1825年）乙酉科顺天乡试同榜），伯祖父貴州、雲南巡撫伊桑阿，曾祖父高觀（字顒若）（胞妹高佳氏嫁正白旗满洲喜塔臘氏誠倫，其父吏部尚书、文华殿大学士來保），高祖高鈺（胞兄文定公高斌，胞侄文端公高晋，胞侄女高佳氏系正蓝旗汉军进士胡氏吉惠的高祖母、光绪丙子恩科进士胡俊章的太高祖母）。
- 孙長啟。